# Diffa
Diffa – miasto w Nigrze, w regionie Diffa, w departamencie Diffa. Według danych szacunkowych na rok 2013 liczy 38 939 mieszkańców.